# Normanton-on-Cliffe
Normanton-on-Cliffe – wieś i civil parish w Anglii, w Lincolnshire, w dystrykcie South Kesteven. W 2001 civil parish liczyła 96 mieszkańców. Normanton jest wspomniana w Domesday Book (1086) jako Normenton.